# Gabríela Friðriksdóttir
Gabríela Friðriksdóttir (nascida em 1971 em Reykjavík, Islândia) é uma artista visual, pintora e escultora islandesa.
Em 2005, ela representou a Islândia na Bienal de Veneza e foi vencedora do Prêmio de Arte Gudmunda da Islândia (2001). Ela também expôs no Migros Museum, Zurique; Centre Pompidou, Paris; Galeria Nacional, Reykjavik; Museu de Arte Moderna, Oslo; e Kunsthaus Graz.
Em 2011, ela fez uma grande exposição individual 'Crepusculum' na Schirn Kunsthalle Frankfurt.
Em 2016, apresenta uma exposição individual 'Inner Life of a Hay-bale' na Gallery Gamma, em Reykjavík, Islândia, com desenhos, esculturas e um filme de animação realizado em colaboração com Pierre-Alain Giraud.
Em 2018, ela fez uma exposição individual de pintura chamada 'GABRIELA' em Hverfisgallery, Reykjavík, Islândia.
Além de suas contribuições no mundo da arte, ela é conhecida por sua colaboração com a musicista e superstar islandesa Björk. As duas colaboraram na caixa do álbum de 2002, Family Tree, e no vídeolipe de 2005 para a canção de Björk "Where is the Line" do álbum Medúlla. As duas ainda combinaram esforços de multimídia na La Biennale di Venezia de 2005 em Veneza, Itália.
Seu trabalho foi associado à Nova Arte Gótica .